# Lucastal
Inom talteorin är Lucastalen en talföljd Ln, definierad av:
{\displaystyle L_{n}={\begin{cases}2,&{\mbox{om }}n=0\\1,&{\mbox{om }}n=1\\L_{n-1}+L_{n-2},&{\mbox{om }}n>1\end{cases}}}
De första Lucastalen är
2, 1, 3, 4, 7, 11, 18, 29, 47, 76, 123, ... (talföljd A000204 i OEIS)
Lucastalens definition liknar mycket definitionen för Fibonaccitalen; skillnaden är att de två första talen är 2 och 1 istället för 0 och 1. Därför visar Lucastalen också ett nära släktskap med Fibonaccitalen. Till exempel:
- {\displaystyle L_{n}=F_{n-1}+F_{n+1}}
- {\displaystyle F_{2n}=F_{n}L_{n}}
- {\displaystyle F_{3n}=F_{n}(L_{2n}+(-1)^{n})}
- {\displaystyle \lim _{n\rightarrow \infty }{\frac {L_{n}}{L_{n-1}}}=\lim _{n\rightarrow \infty }{\frac {F_{n}}{F_{n-1}}}={\frac {1+{\sqrt {5}}}{2}}=\varphi }

där {\displaystyle F_{n}} är det n:te fibonaccitalet, och {\displaystyle \varphi } är det gyllene snittet.
Talföljden är namngiven efter den franske matematikern François Édouard Anatole Lucas.